# حکم (روانشناسی)
حکم (به انگلیسی: Judgment) در لغت به معنی علم، فصل، قطع و یقین است. مثلاً می‌گوییم بین آنها حکم کرد، یعنی قضاوت کرد و برای او یا علیه او رأی داد.
نزد روان‌شناسان، حکم به معنی تقریری ذهنی است که عقل توسط آن، مضمون سخن را استوار می‌کند و به حقیقت می‌گرایاند، یا به معنی اتخاذ رأیی است که برای هدایت سلوک در احوالی که نمی‌توان در آنها به علم یقینی رسید، مناسب است.
روان‌شناسان جدید، جنبه‌های فلسفی این علم را کنار گذاشته و روان‌شناسی را به معنی تحقیق در پدیدارهای نفسانی به منظور کشف قوانین آن به کار می‌برند نه بحث در جوهر نفس. و در مورد پدیدارهای نفسانی، تحقیق نموده تا قوانین عمومی این پدیدارها را کشف کنند؛ و رفتار را مورد تحقیق قرار دهند و انسان علاوه به رفتار ظاهری، دارای یک جهت درونی یا باطنی است که نباید جانب آن را مهمل گذاشت.
در هر حال حکم از پدیدارهای نفسانی است که مستلزم ادراک و شناخت است. یا فعلی ذهنی است که از اقامه نسبت بین دو چیز یا رفع نسبت بین دو چیز به وجود می‌آید، خواه این فعل ذهنی، نتیجه ادراک حسی مستقیم باشد، یا نتیجه برهان عقلی.
نفسی (Psychical) منسوب به پدیدارهای نفسانی است نباید با نفسی به معنی نفسانی منسوب به علم روانشناسی اشتباه شود. شکی نیست که یک پدیدار، مثلاً تداعی معانی، می‌تواند منسوب به نفس، از این جهت که مجموعه‌ای از پدیدارهاست، باشد، یا می‌تواند منسوب به روانشناسی، از این جهت که مشتمل بر بحث از این پدیدار است، باشد. اما آنچه منسوب به پدیدارهای نفسانی است و آنچه منسوب به علم روانشناسی است همیشه باید از هم متمایز باشند.